# Ceratobasidiaceae
Famille
Les Ceratobasidiaceae constituent une famille de champignons basidiomycètes de l'ordre des Cantharellales.

## Liste des genres et espèces
Selon NCBI (23 novembre 2014) :
- genre Ceratobasidium
  - Ceratobasidium albasitensis
  - Ceratobasidium anceps
  - Ceratobasidium angustisporum
  - Ceratobasidium bicorne
  - Ceratobasidium cereale
  - Ceratobasidium cornigerum
  - Ceratobasidium goodyerae-repentis
  - Ceratobasidium gramineum
  - Ceratobasidium noxium
  - Ceratobasidium obscurum
  - Ceratobasidium papillatum
  - Ceratobasidium pseudocornigerum
  - Ceratobasidium ramicola
  - Ceratobasidium stevensii
- genre Heteroacanthella
  - Heteroacanthella acanthophysa
- genre Thanatephorus
  - Thanatephorus cucumeris
  - Thanatephorus fusisporus
  - Thanatephorus obscurus
  - Thanatephorus ochraceus
  - Thanatephorus theobromae
- genre Uthatobasidium
- genre Waitea
  - Waitea circinata
    - non-classé Rhizoctonia oryzae
    - non-classé Rhizoctonia zeae

  - genre Ceratorhiza
    - Ceratorhiza hydrophila
    - Ceratorhiza oryzae-sativae

  - genre Moniliopsis
    - Moniliopsis anomala

  - genre Rhizoctonia
    - Rhizoctonia butinii
    - Rhizoctonia leguminicola
    - Rhizoctonia solani
- non-classé mycorrhizal samples
  - vouchered mycorrhizae (Ceratobasidium)